# عليبك أليف
عليبك أليف (بالروسية: Алибек Алиевич Алиев)‏ هو لاعب كرة قدم روسي في مركز الهجوم، ولد في 16 أغسطس 1996 في Karabudakhkent ‏ في روسيا. لعب مع سيسكا موسكو.

## وصلات خارجية
- عليبك أليف على موقع اتحاد السويد (السويدية)
- عليبك أليف على موقع قاعدة بيانات كرة القدم.إي يو (الإنجليزية)
- عليبك أليف على موقع Soccerway.com (الإنجليزية)
- عليبك أليف على موقع AS.com (الإسبانية)